# Comotherium
Comotherium es un género de mamíferos extintos de la familia Dryolestidae que vivió en el Jurásico. Se han encontrado fósiles en la Formación Morrison en los Estados Unidos. Presentes en la zona estratigráfica 5.